# Selas
Selas è un comune spagnolo di 63 abitanti situato nella comunità autonoma di Castiglia-La Mancia.